# Liste der Naturdenkmale in Fürth (Odenwald)
Die Liste der Naturdenkmale in Fürth (Odenwald) nennt die im Gebiet der Gemeinde Fürth (Odenwald) im Landkreis Bergstraße in Hessen gelegenen Naturdenkmale.

## Liste
| Bild            | Bezeichnung                                   | Ortsteil, Lage                                   | Beschreibung                                                                                          | Art                   | Nr.       |
| --------------- | --------------------------------------------- | ------------------------------------------------ | --- | --------------------- | --------- |
| Fotos hochladen | Hildegeresbrunnen                             | Fürther Centwald 49° 38′ 58,6″ N, 8° 52′ 12,3″ O | Als Brunnen gefasste kräftig schüttende Quelle im Centwald. Landeskundlicher Wert.                    | Quelle                | 431.7-121 |
| BW              | 2 Stieleichen (Quercus robur)                 | Weschnitz 49° 39′ 29,6″ N, 8° 50′ 46,8″ O        | Außergewöhnlich alte und starke Bäume an der B460 südlich von Weschnitz.                              | Stiel-Eiche           | 431.7-124 |
| Fotos hochladen | Falscher Christusdorn (Gleditsia triacanthos) | Fürth 49° 39′ 6,1″ N, 8° 46′ 44″ O               | Auf dem Friedhof. Stärkster Baum seiner Art im Kreis.                                                 | Falscher Christusdorn | 431.7-51  |
| BW              | Sumpfzypresse (Taxodium distichium)           | Lörzenbach 49° 38′ 23,1″ N, 8° 45′ 40,2″ O       | Im Lörzenbacher Park. Als außergewöhnliche genetische Variante geschützt.                             | Sumpfzypresse         | 431.7-92  |
| BW              | Schlitzblättrige Haselnuss (Corylus avellana) | Lörzenbach 49° 38′ 24,2″ N, 8° 45′ 43,9″ O       | Im Lörzenbacher Park. Als außergewöhnliche genetische Variante geschützt.                             | Sumpfzypresse         | 431.7-94  |
| BW              | Stieleiche (Quercus robur)                    | Lörzenbach 49° 38′ 23,7″ N, 8° 45′ 42,1″ O       | Im Lörzenbacher Park. Aufgrund besonderer Größe und ungewöhnlicher Formschönheit der Krone geschützt. | Stiel-Eiche           | 431.7-97  |